# Relations entre l'Allemagne et la Tchéquie
Les Tchèques, petite nation d'Europe centrale à moitié enclavée entre les pays de langue allemande, se constituent en État, le royaume de Bohême, dès le haut Moyen-Âge. Les relations entre les deux nations sont intenses et la Bohême est une des principales composantes du Saint Empire mais la nation tchèque est menacée d'absorbtion et de germanisation dans la monarchie de Habsbourg, une forte communauté germanophone vivant dans les Sudètes et autres régions du pays. Les Tchèques recouvrent leur indépendance en 1918 dans la première République tchécoslovaque mais les revendications des Allemands des Sudètes permettent à Hitler d'annexer la Tchéquie au Troisième Reich. De nouveau indépendante à partir de 1945 comme composante de la République socialiste tchécoslovaque, la Tchéquie entretient des relations contrastées avec l'Allemagne de l'Est, membre comme elle du pacte de Varsovie sous tutelle soviétique, et l'Allemagne de l'Ouest, plus peuplée et plus riche, séparée de la Tchécoslovaquie par le rideau de fer et qui rejoint l'alliance atlantique puis l'Union européenne. Avec la chute des régimes communistes, la réunification allemande et la séparation de la Slovaquie et de la Tchéquie, l'Allemagne devient le principal investisseur et partenaire commercial de la Tchéquie et son allié privilégié dans l'Union européenne même si l'inégalité économique entre les deux pays et le contentieux imparfaitement résolu des Sudètes entretiennent une certaine méfiance entre eux.

## Géographie

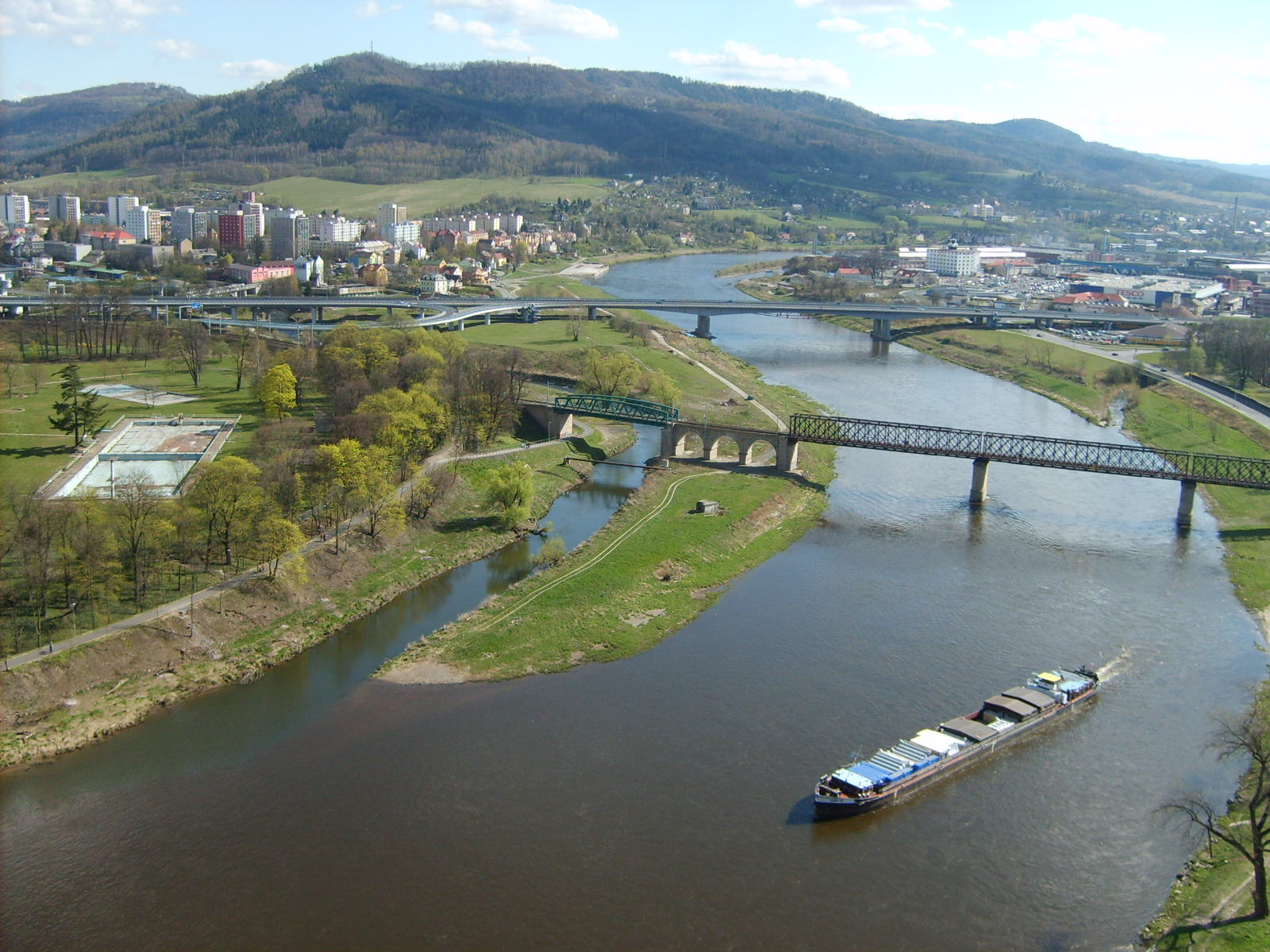
Transport fluvial sur l'Elbe à Děčín (Tetschen) près de la frontière allemande en avril 2007.

La frontière entre l'Allemagne et la Tchéquie est traversée par l'Elbe, un des principaux fleuves d'Europe centrale, qui naît en territoire tchèque avec son principal affluent, la Vltava (Moldau), passe une vallée encaissée entre les monts des Géants et les monts Métallifères qui tracent la limite entre les deux États et se jette dans la mer du Nord en Allemagne, à Hambourg. C'est une voie fluviale accessible aux péniches de 1 000 tonnes jusqu'à Prague, interrompue seulement un mois par an par le gel et qui a joué un rôle important dans l'histoire et l'économie de la région : coupée pendant la Guerre froide, elle est de nouveau ouverte depuis la réunification allemande. L'Oder et son affluent la Neisse naissent aussi en territoire tchèque dans les Sudètes. L'Oder, elle aussi accessible aux péniches de 1 000 tonnes hors période de gel, arrose la ville tchèque d'Ostrava, important centre industriel. Jusqu'en 1945, l'Oder et la Neisse coulaient principalement en territoire allemand ; depuis cette date, elles marquent la frontière entre l'Allemagne et la Pologne. L'Oder se jette dans la mer Baltique à Szczecin, ancien port allemand devenu polonais.

## Histoire

### Bohême et Germanie au Moyen Âge

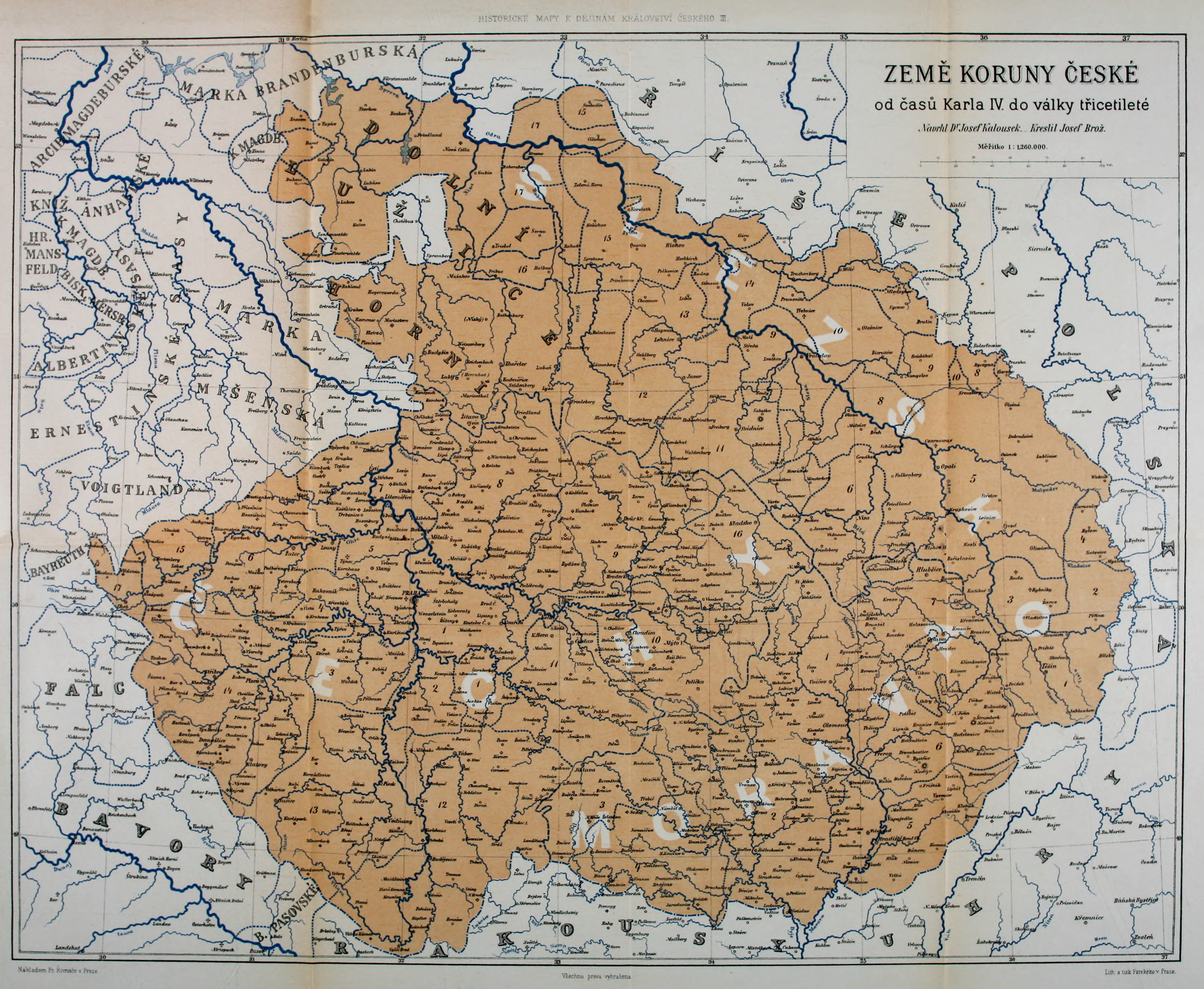
Apogée du royaume de Bohême sous Charles IV (empereur du Saint-Empire) entre 1355 et 1378.

Historiquement, les pays tchèques correspondent à l'ancien royaume de Bohême qui regroupait la Bohême proprement dite (en tchèque : Čech), la Moravie (Morava) et une partie de la Silésie. À partir du VIe siècle, ce territoire est peuplé par les Slaves païens qui entrent en contact avec le royaume des Francs, prédécesseur de la France et de l'Allemagne actuels. Aux VIIIe – IXe siècle, les Slaves de Bohême paient tribut à l'empire carolingien sans pour autant constituer une marche. Leur christianisation est opérée par des missionnaires germains venus de Salzbourg et Passau. De 845 aux années 870, Louis le Germanique, souverain carolingien de la Francia Orientalis (futur royaume de Germanie) tente de soumettre la Bohême et la Moravie en se servant de l'influence du clergé germanique : Ratislav, roi de la Grande Moravie qui regroupe les Tchèques et les Slovaques, assure son indépendance religieuse en faisant appel au pape Nicolas Ier qui lui envoie les apôtres slaves Cyrille et Méthode. Au Xe siècle, le royaume franc oriental se morcelle en plusieurs principautés : Bavière, Saxe, Souabe et d'autres : l'affaiblissement de l'État franc permet à la Bohême des Přemyslides de s'agrandir à la Moravie et à la Silésie. En 973, Boleslav II obtient la création de l'évêché de Prague, détaché de celui de Ratisbonne.
La frontière de la Bohême et de la Germanie, qui est à peu près aujourd'hui celle de l'Allemagne et de la Tchéquie, est une des plus anciennes et des plus stables d'Europe. La migration de peuplement allemand commence au XIIe siècle à l'appel des rois de Bohême, désireux de mettre en valeur leur territoire. La coexistence des deux peuples sur une grande partie du territoire de la Bohême constituera un facteur d'enrichissement mutuel mais aussi de tensions récurrentes. Les établissements allemands sont sous le régime du droit de Magdebourg qui leur assure une certaine autonomie tout en procurant au seigneur un revenu plus régulier. Les défrichements effectués par des paysans tchèques peuvent aussi bénéficier de ce droit. L'économie du Saint Empire profite du développement en Bohême de l'industrie minière, en particulier dans les mines d'argent de Kutná Hora qui frappent le gros de Prague, principale émission de métal précieux en Europe. La bourgeoisie urbaine est en grande partie de langue allemande mais, à partir du début du XIVe siècle, la littérature tchèque commence à s'affirmer.
Le règne de Charles IV, de la maison de Luxembourg, devenu en 1346 roi de Bohême et roi des Romains puis, en 1355, empereur du Saint-Empire, marque l'apogée de la Bohême médiévale. Il réconcilie l'Empire avec la papauté, mettant fin à la lutte du sacerdoce et de l'Empire, et obtient du pape Clément VI l'érection de Prague en archevêché, échappant à la tutelle de celui de Mayence. La Bulle d'or de 1356 consacre la place du roi de Bohême comme le premier des 7 princes électeurs (quatre laïcs et trois ecclésiastiques) appelés à élire l'empereur. Charles fonde en 1348 l'université de Prague, la plus ancienne d'Europe centrale et une des plus importantes d'Europe avec celles de Paris et d'Oxford. Les élèves sont répartis en quatre nations : tchèque, polonaise (en fait, surtout des Allemands de Silésie), bavaroise et saxonne.

### Guerres hussites

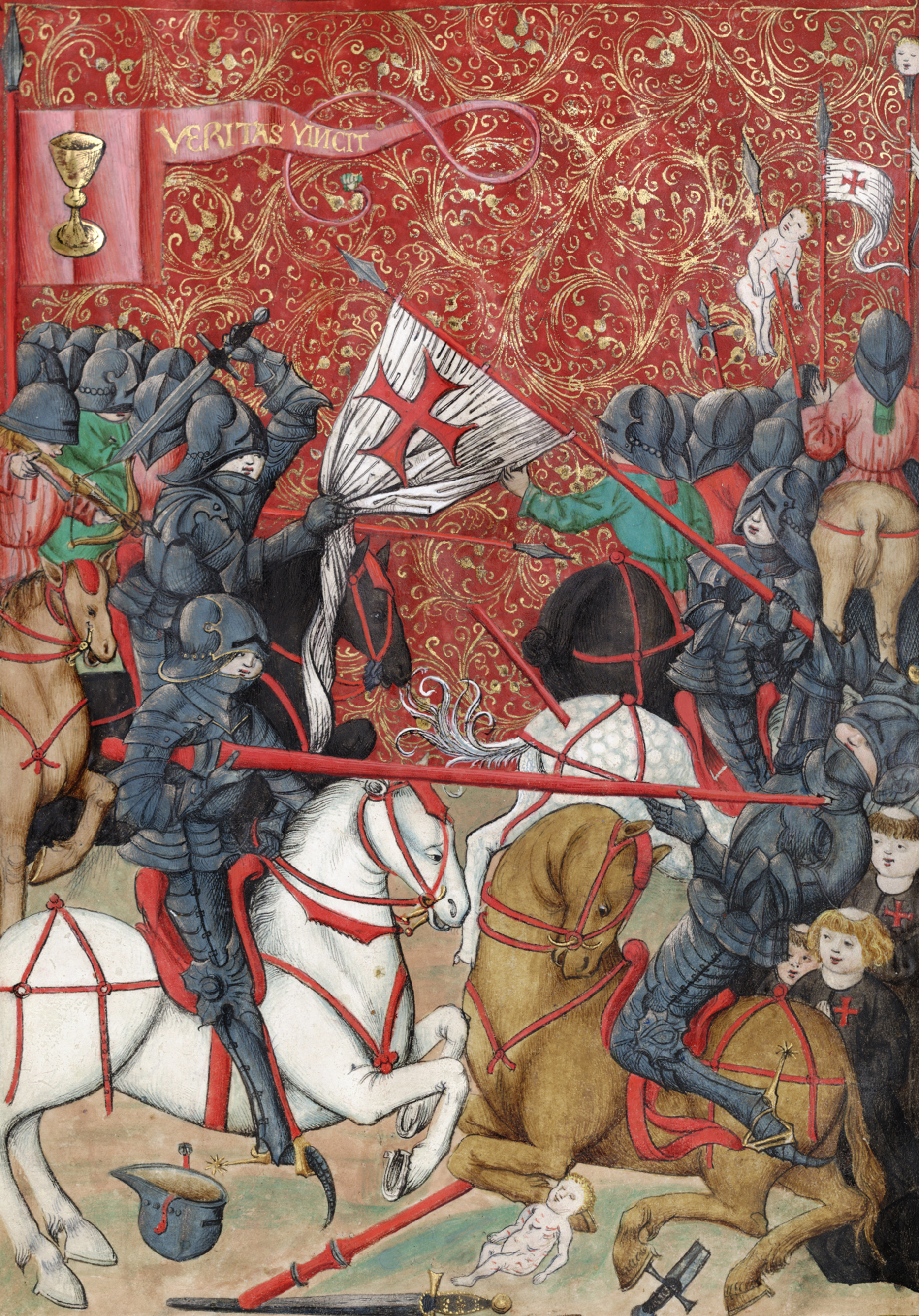
Bataille des guerres hussites, codex d'Iena, XV.

Le prestige de la maison de Luxembourg décline sous Venceslas IV. Les princes électeurs allemands lui retirent la couronne pour la donner à Robert du Palatinat tandis que l'exécution de Jean de Pomuk le rend impopulaire en Bohême. Le schisme pontifical crée une crise entre la royauté et l'Église. Le haut clergé, souvent d'origine allemande, apparaît de plus en plus comme riche et corrompu.
C'est alors que Jean Hus, fils de paysans tchèques devenu professeur à l'université de Prague, donne une voix aux revendications religieuses et sociales. Il prêche en langue tchèque pour s'adresser au peuple, à la noblesse laïque et aux étudiants tchèques, vite gagnés aux idées de réforme. En 1409, le roi Venceslas, pour affaiblir l'obstruction du haut clergé et des universitaires allemands, réforme le conseil universitaire où les Tchèques ont désormais trois voix contre une aux Allemands : plusieurs de ces derniers choisissent l'exil. Le pape excommunie Jean Hus qui est désavoué par Venceslas et doit quitter Prague en 1410. Hus continue ses pamphlets contre la simonie et la corruption de l'Église. Il part défendre ses thèses devant le concile de Constance avec un sauf-conduit de Sigismond, roi de Hongrie et frère de Venceslas, mais il est condamné pour hérésie et brûlé vif.
C'est le point de départ des guerres hussites. Les Tchèques se divisent entre fideles Bohemi, qui forment un parti armé se réclamant de la « nation tchèque » et de la mémoire de Jean Hus, et catholiques, souvent aussi des Tchèques. Le pape envoie des bulles de croisade à Sigismond, devenu empereur : celui-ci incapable de venir à bout des hussites, fait appel à ses vassaux allemands, notamment les Brandebourgeois et les Saxons, puis au roi de Hongrie Matthias Corvin. L'armée hussite, d'origine populaire et encadrée par des chefs de la petite noblesse, fait appel aux nouvelles tactiques de l'infanterie, de l'artillerie, des chariots de combat et des armes à feu portatives : le mot « pistolet » (pištala) est d'ailleurs d'origine tchèque. Elle remporte une série de victoires sur la chevalerie allemande. L'empereur finit par accepter un compromis qui laisse aux Tchèques leur liberté de religion (utraquisme).

### Union avec la monarchie de Habsbourg

Rodolphe II (empereur du Saint-Empire) sous l'aspect du dieu Vertumne, toile de Giuseppe Arcimboldo, 1591.

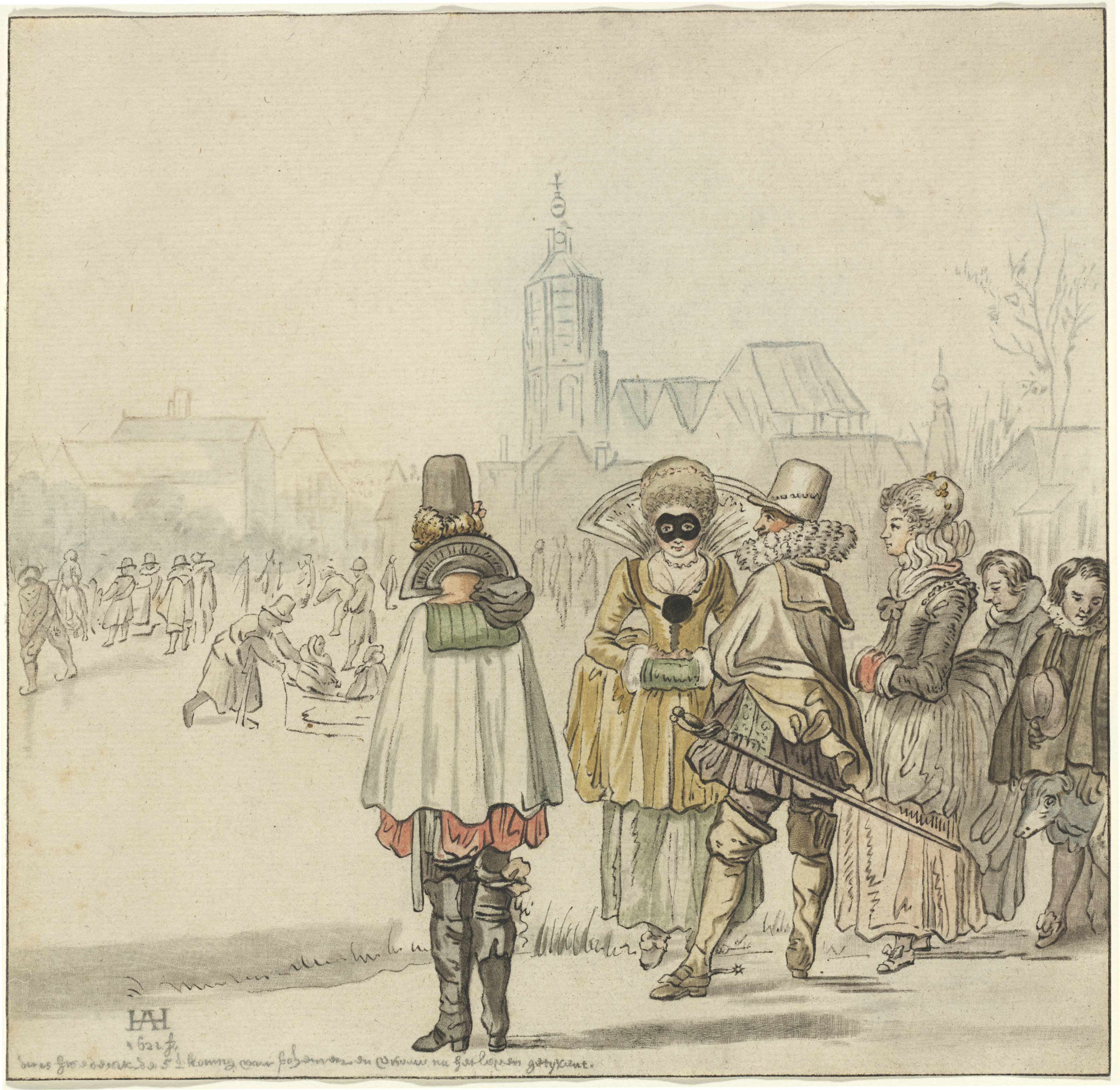
Frédéric de Palatinat, le « roi de l’hiver », dessin de Cornelis Ploos van Amstel d'après Hendrick Avercamp, 1766.

De 1471 à 1526, la dynastie Jagellon unit temporairement les couronnes de Hongrie et de Bohême mais n'exerce que peu de pouvoir dans les pays tchèques, gouvernés par leur propre noblesse. Elle est balayée par l'expansion de l'Empire ottoman : en 1526, le roi Louis II Jagellon et sa chevalerie périssent à la bataille de Mohács. La noblesse tchèque et hongroise, non sans réticences, élit pour roi Ferdinand d'Autriche, frère de l'empereur Charles Quint. Le sort des pays tchèques est désormais lié à celui de la branche viennoise de la monarchie de Habsbourg qui, après la mort de Charles Quint, cumule les couronnes électives du Saint Empire, de la Bohême et de la Hongrie royale. La Bohême contribue en hommes et en ressources aux guerres austro-turques et Ferdinand, pour ménager à la fois les Tchèques utraquistes et les partisans de la réforme luthérienne en Allemagne, accepte la coexistence des confessions par la paix d'Augsbourg de 1555. Son successeur Maximilien II la complète par la Confessio Bohemica qui instaure en Bohême une liberté religieuse très exceptionnelle en Europe. Les Juifs, malgré des lois discriminatoires, trouvent aussi en Bohême un foyer économique et culturel important.
Prague, résidence impériale sous Rodolphe II de 1583 à 1612, est une grande ville cosmopolite et un foyer de l'art baroque. Les registres communaux emploient de plus en plus l'allemand, et parfois l'italien, à côté du tchèque. Matthias Ier, frère et successeur de Rodolphe, ramène la capitale à Vienne et s'efforce d'imposer le pouvoir impérial à la noblesse tchèque : celle-ci rejette les envoyés impériaux lors de la défenestration de Prague en 1618 et, à la mort de Matthias, élit comme roi de Bohême le protestant Frédéric, prince-électeur du Palatinat. Ferdinand II, frère de Mathias, est élu empereur en s'appuyant à la fois sur les princes catholiques allemands, la fraction catholique de la noblesse tchèque et la monarchie espagnole : c'est le point de départ de la guerre de Trente Ans.

### Des Ténèbres aux Lumières

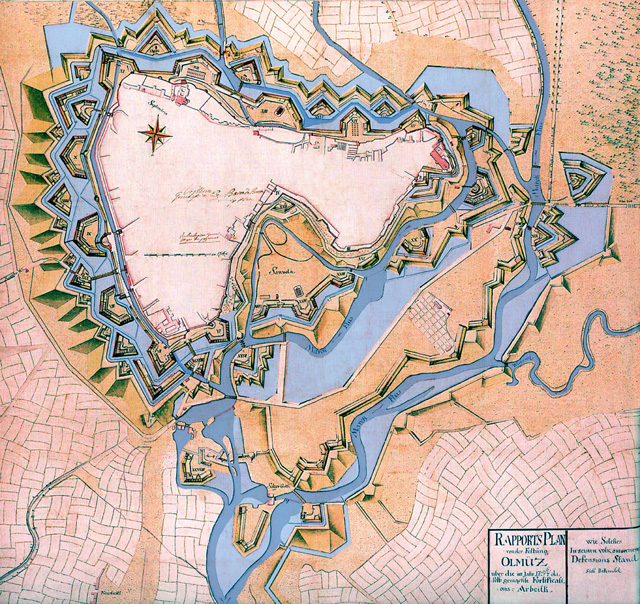
La ville d'Olomouc en Moravie assiégée en 1758 pendant la guerre des Habsbourg contre Frédéric II (roi de Prusse) de Prusse, carte de 1757.

Les conséquences de la guerre sont désastreuses pour les Tchèques qui perdent à la fois leur liberté religieuse et politique. Le pays est ravagé à plusieurs reprises : la population de la Bohême tombe de 1,7 million à 950 000 habitants, celle de la Moravie de 900 000 à 600 000 : le repeuplement des siècles suivants est en partie assuré par des migrants allemands. La couronne de Bohême cesse d'être élective. La noblesse de Bohême est décimée, passant de 1 132 familles en 1615 à 870 en 1654. Les terres confisquées aux seigneurs tchèques protestants sont réattribuées aux nobles catholiques tchèques ralliés mais aussi à des nouveaux venus, allemands, espagnols, italiens ou wallons. Le clergé tchèque utraquiste est expulsé puis, à partir de 1627, tous les non-catholiques. La classe dirigeante se germanise : la chancellerie de Bohême, compétente aussi pour la Moravie et la Silésie, est transférée à Vienne en 1624 et, à partir de 1625, l'allemand est utilisé à côté du tchèque dans les Tables du Pays qui enregistrent les droits et privilèges. Les livres « hérétiques », soit un tiers  de la production écrite en tchèque, sont interdits. Le protestantisme, interdit en 1649, se maintient clandestinement dans le nord et l'est de la Bohême et de la Moravie avec des livres et pasteurs venus de Saxe ou du Brandebourg. Les paysans tchèques, soumis au servage par une noblesse de plus en plus germanisée, sont accablés par les impôts et la conscription dans l'armée impériale et leurs révoltes sont écrasées. Cette période allant de 1620 à 1740 environ sera désignée par les intellectuels tchèques du XIXe siècle comme celle des Ténèbres (Temno).
Pendant la guerre de Succession d'Autriche (1740-1748), une partie de la noblesse de Bohême prend le parti de l'électeur Charles de Bavière, proclamé empereur avec l'aide de la France. Les Tchèques attendent de lui l'abolition de la corvée et du servage mais la victoire revient finalement à François de Lorraine et à son épouse Marie-Thérèse, héritière de la Monarchie de Habsbourg. Celle-ci est immédiatement confrontée à un nouveau rival : Frédéric II de Prusse. La Bohême et la Moravie sont de nouveau ravagées par les armées et la Silésie est annexée au royaume de Prusse, à l'exception de Cieszyn (Teschen) et Oppau. Les paysans tchèques, écrasés de corvées et de charges, se révoltent en 1775 dans la région de Náchod et demandent, en vain, le secours de Frédéric II.
En 1749, la chancellerie de Bohême est fondue avec celle des États autrichiens sous le chancelier silésien Haugwitz puis son successeur bohémien Kaunitz. Le centralisme administratif autrichien se renforce sous Joseph II, fils de Marie-Thérèse, empereur de 1765 à 1790, despote éclairé qui prend des mesures de tolérance religieuse et allège les charges de la paysannerie mais impose l'allemand comme langue officielle unique. Les années 1770-1780 voient une renaissance culturelle tchèque mais les Tchèques restent globalement fidèles à la couronne des Habsbourg, comme on le voit lors du couronnement de Léopold II à Prague puis dans les guerres napoléoniennes qui se déroulent en partie dans les pays tchèques lors des campagnes de 1805, 1809 et 1813. En 1791, Josef Dobrovský, importante personnalité culturelle tchèque, publie un appel à l'empereur rédigé en allemand « Sur l'attachement et la fidélité des peuples slaves à la maison d'Autriche ».

### Réveil national tchèque entre Allemagne et Autriche
Les années 1815-1848 voient, avec le début de la révolution industrielle, la montée d'un mouvement libéral touchant à la fois les intellectuels citadins de langue tchèque et allemande. La germanisation linguistique se poursuit (40% de germanophones en Bohême, 30% en Moravie) mais elle est contrebalancée par un exode rural de langue tchèque. Pendant la révolution de 1848, les intellectuels tchèques, conduits par František Palacký, réclament des libertés démocratiques, l'égalité des deux langues et l'autonomie d'un royaume groupant l'ensemble des pays tchèques. Les courants réformateurs se scindent : les Allemands de Bohême (Deutschböhmen) sont attirés par l'unification allemande et envoient des délégués au Parlement révolutionnaire de Francfort tandis que les Tchèques hésitent entre le panslavisme et le retour dans une monarchie autrichienne décentralisée.

### La première république tchécoslovaque face à l'Allemagne de Weimar puis de Hitler

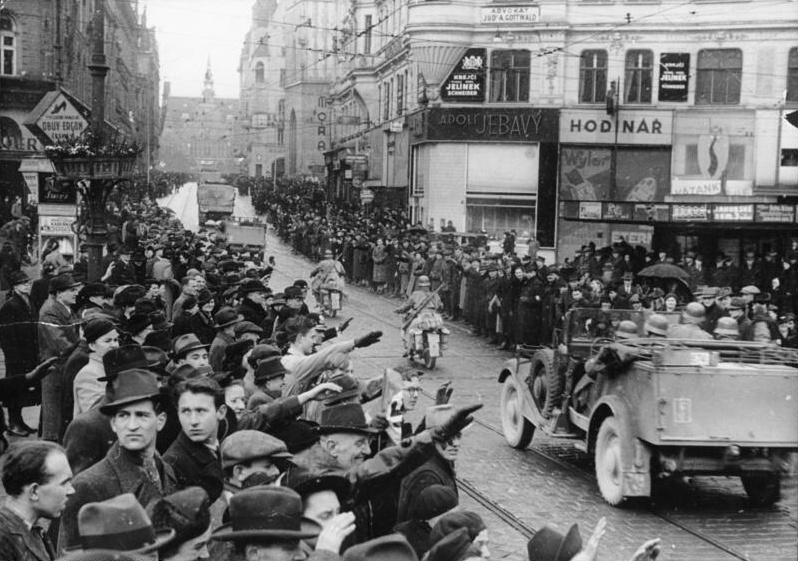
Entrée des troupes allemandes à Brno le 16 mars 1939.

La défaite de l'Autriche-Hongrie dans la Première Guerre mondiale entraîne l'éclatement de l'Autriche-Hongrie : la première République tchécoslovaque, proclamée le 28 octobre 1918 et reconnue internationalement par les traités de Versailles et de Saint-Germain-en-Laye en 1919, unit les Tchèques, les Slovaques et une forte minorité allemande en ignorant les revendications de ces derniers de s'unir à la république allemande.
Pendant l'entre-deux-guerres, la Tchécoslovaquie, le plus riche et le plus industrialisé des nouveaux États d'Europe centrale et du sud-est, devient une destination importante des capitaux français et, dans une moindre mesure, britanniques, à la fois pour profiter de l'éclipse temporaire de la concurrence allemande, pour récupérer des parts importantes de l'ancienne économie de l'Autriche-Hongrie et pour éviter une déstabilisation de ces pays par le communisme. Au contraire, malgré l'Anschluss qui permet à la Dresdner Bank allemande de s'approprier les parts encore détenues par les banques autrichiennes, la part des investissements allemands reste mineure jusqu'à la fin de 1940.
Après l'arrivée au pouvoir de Hitler, beaucoup de réfugiés allemands antinazis trouvent provisoirement asile en Tchécoslovaquie, un des rares pays avec la France à leur offrir la liberté de publication.
Pendant la Seconde Guerre mondiale, un des premiers soins des occupants allemands est de s'emparer de la Compagnie des mines, forges et aciéries de Vítkovice (de) dans le bassin d'Ostrava, propriété britannique et un des plus importants complexes sidérurgiques d'Europe, puis des usines Škoda, détenues par le groupe français Schneider, et des industries chimiques détenues par Unilever et Solvay. L'industrie tchèque travaille pour l'Allemagne et produit notamment le char Pz 38(t) largement utilisé par la Wehrmacht sur les différents fronts.
Le 4 juin 1942, un groupe de la résistance tchèque assassine le vice-gouverneur SS Reinhard Heydrich, ce qui entraîne une violente répression, en particulier l'extermination des villageois de Lidice qui avaient hébergé le commando. Des Tchécoslovaques, exilés ou déserteurs de la Wehrmacht ou de l'armée slovaque, combattent dans les forces des Alliés. Le 1er corps d'armée tchécoslovaque (en) sous commandement soviétique participe à la libération de la Slovaquie. La 1re brigade blindée tchécoslovaque (en) combat sous commandement britannique dans la campagne de France de 1944-1945 et participe au siège de Dunkerque. Seules quelques petites unités d'infanterie et de DCA sont autorisées à prendre part à la campagne d'Allemagne et terminent la guerre près de la frontière tchécoslovaque.

### Les deux Allemagne et la Tchécoslovaquie sous tutelle soviétique

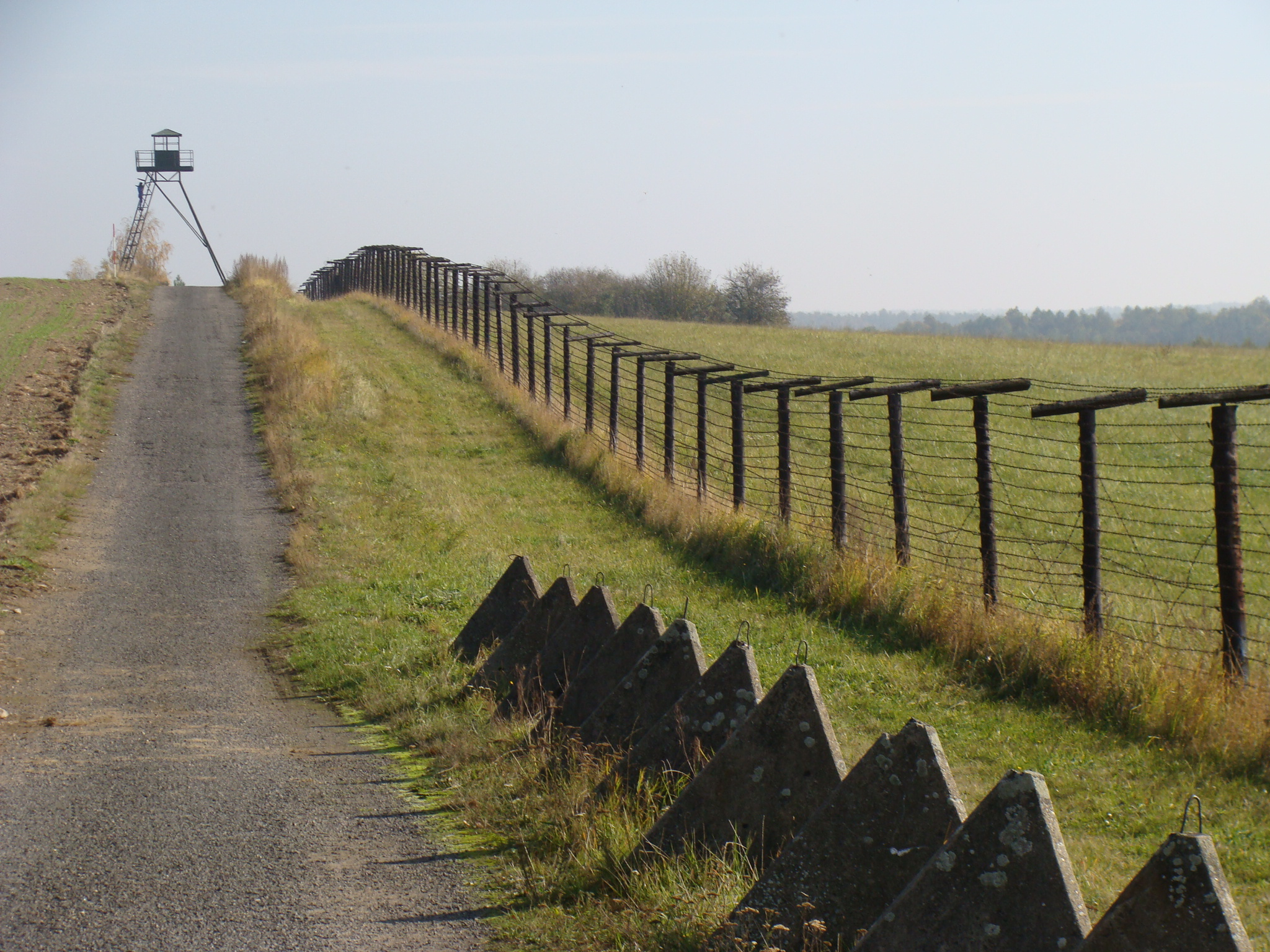
Clôture de l'ancienne frontière germano-tchécoslovaque avec un mirador près de Čížov, 2009.

L'exode des Allemands des Sudètes, expulsés par les décrets Beneš de 1946, laisse les régions frontalières largement sous-peuplées. Avec la mise en place du rideau de fer entre 1946 et 1949, les relations entre la Tchécoslovaquie, sous orbite soviétique et qui passe sous régime communiste en 1948, et la Trizone américano-anglo-française qui devient l'Allemagne de l'Ouest, sont pratiquement coupées et les voies de communication fermées, d'autant plus que les régions frontalières tchèques deviennent un glacis militaire du Pacte de Varsovie. Les centres industriels de la Bohême du Nord, favorisés par le régime communiste, bénéficient d'une reconstruction rapide mais leurs échanges économiques et humains avec la République démocratique allemande (Allemagne de l'Est) et la République populaire de Pologne, partenaires de la Tchécoslovaquie dans le Comecon, restent réduits et les Tchèques gardent une image encore plus négative des Allemands de l'Est que de ceux de l'Ouest.
En avril 1947, le ministre Jan Masaryk commente avec une ironie amère la situation internationale de son pays : « Notre ancêtre Čech - Dieu lui accorde une gloire éternelle - était un imbécile. Il existe tant de jolis endroits au monde. Et voilà qu'il s'est arrêté précisément là où il s'est arrêté pour nous mettre entre les Allemands et les Russes » : une plaisanterie qui, selon l'historien Antoine Marès, résume bien la situation des Tchèques et Slovaques, petits peuples enclavés entourés de voisins plus puissants et toujours hostiles.
Pendant le Printemps de Prague de 1968, le chancelier ouest-allemand Kurt Georg Kiesinger, par crainte d'une réaction brutale de Moscou, évite tout soutien affiché à la politique de réformes du président tchécoslovaque Alexander Dubček bien que son ministre des affaires étrangères, Willy Brandt, prenne des contacts secrets avec les réformateurs tchécoslovaques. Les grandes manœuvres de la Bundeswehr qui devaient se dérouler près de la frontière tchécoslovaque sont reportées et déplacées vers une autre région. À partir de mars 1968, la presse ouest-allemande accueille favorablement les évolutions en cours en Tchécoslovaquie et y voit une occasion de redéfinir les relations politiques et économiques de la RFA avec ses voisins de l'Est. Le quotidien Die Zeit propose de régler le contentieux germano-tchécoslovaque issu des accords de Munich. Le président de la Banque fédérale d'Allemagne, de nombreux journalistes et plusieurs personnalités de différents partis viennent en visite à Prague. La presse ouest-allemande s'inquiète cependant du risque d'une intervention militaire soviétique pour mettre fin à la dissidence et de l'incapacité des pays occidentaux à s'y opposer. Le 24 juillet 1968, le quotidien Die Welt écrit : « C'est pourquoi il est tragique de devoir constater que des professions de foi et même une assistance ouverte ne seraient d'aucun secours à la Tchécoslovaquie ». Cependant, les milieux officiels estiment très improbable une telle intervention.
Au contraire, la presse officielle est-allemande exprime son indignation face au risque d'un retour du capitalisme en Tchécoslovaquie. Le quotidien Neues Deutschland publie même des photographies de soldats et chars de l'US Army manoeuvrant en territoire tchécoslovaque. Il s'agissait en fait de chars et soldats de l'armée tchécoslovaque maquillés aux couleurs américaines pour le tournage d'un film historique sur la prise du pont de Remagen en 1945 mais les journaux est-allemands se garderont bien de démentir cette fausse nouvelle. En juin 1968, l'armée est-allemande participe aux grandes manœuvres du pacte de Varsovie en territoire tchécoslovaque et en août 1969, conformément à la politique prosoviétique de Walter Ulbricht, elle fournit un appui à l'invasion soviétique de la Tchécoslovaquie La complicité des « pays frères » avec l'envahisseur inspirera aux Tchécoslovaques une plaisanterie amère : « Quelle différence y a-t-il entre la Tchécoslovaquie et Israël ? - Israël n'est entouré que d'ennemis. ».
L'entrée de l'armée soviétique à Prague le 21 août est accueillie avec consternation en Allemagne de l'Ouest. La présence de 12 divisions soviétiques en Bohême fait craindre une reprise de la Guerre Froide. Les relations entre les deux Allemagnes sont gelées mais le gouvernement de Bonn et les principaux médias s'efforcent d'éviter toute escalade, d'autant plus que le système d'alerte de l'OTAN s'est révélé peu performant.
Willy Brandt, devenu chancelier d'Allemagne en octobre 1969 dans une coalition entre sociaux-démocrates et libéraux, rouvre le dialogue avec l'Est, resté au point mort depuis le coup de force soviétique à Prague. Le 12 août 1970, il signe le traité de Moscou avec l'URSS : l'Allemagne de l'Ouest reconnaît les frontières tracées depuis 1945, y compris la frontière germano-polonaise (ligne Oder-Neisse) et celle entre les deux Allemagnes. Le 11 décembre 1973 au palais Černín, il met la dernière pierre à son Ostpolitik en signant avec le premier ministre tchécoslovaque Lubomír Štrougal le traité de Prague qui annule les accords de Munich de 1938 et met fin à tout contentieux territorial entre l'Allemagne et la Tchécoslovaquie,.

### Depuis 1989

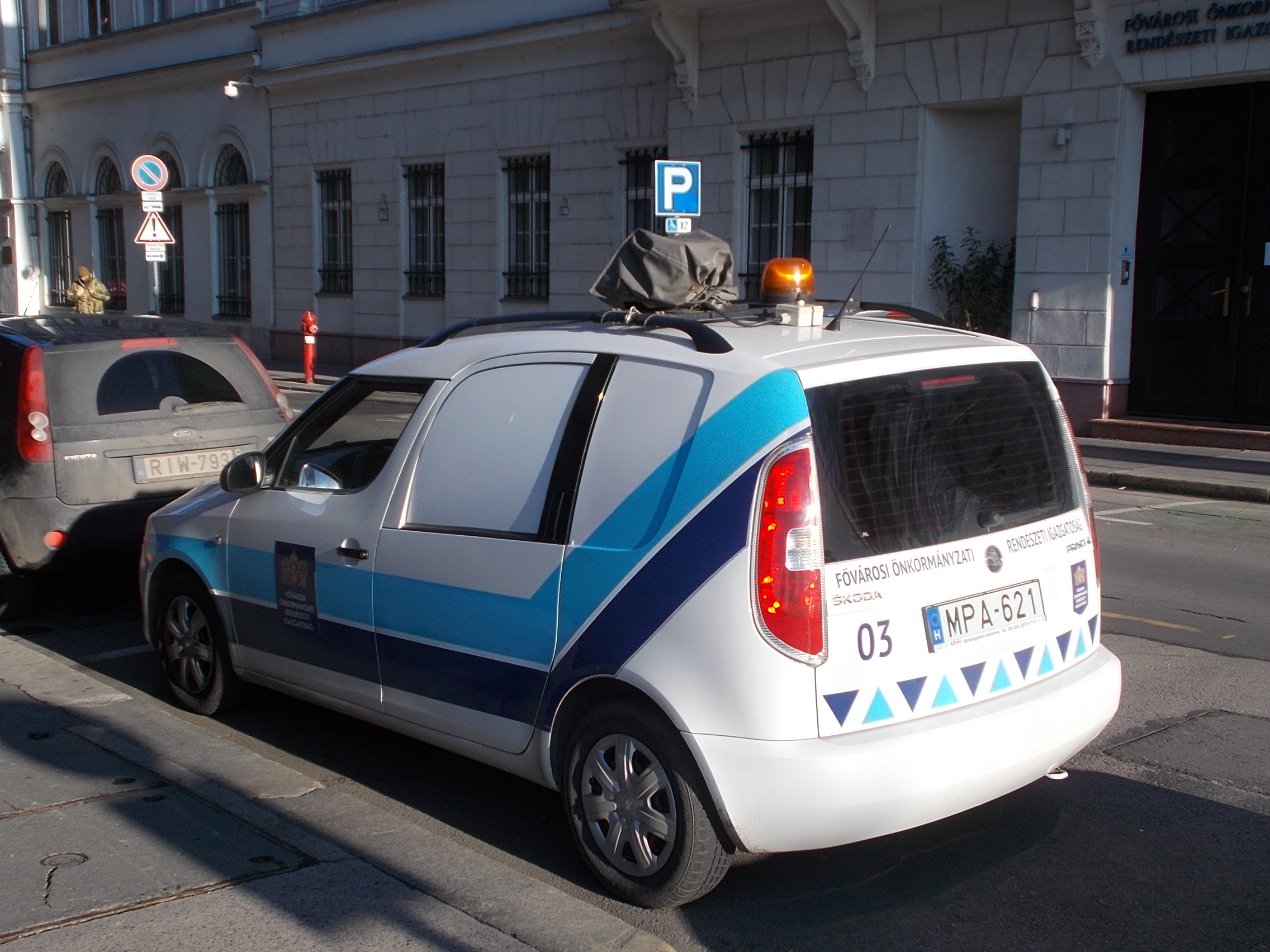
Škoda Auto, firme tchécoslovaque rachetée en 1991 par le groupe allemand Volkswagen AG, fournit notamment les véhicules de la police hongroise. Lipótváros, 2021.

La chute des régimes communistes en Europe à partir de 1989 change profondément les relations entre la Tchécoslovaquie et ses deux voisins allemands bientôt engagés dans le processus de réunification. Les relations tchéco-allemandes s'inscrivent dans la politique européenne de voisinage entre les pays membres de l'Union européenne et de l'OTAN, à l'ouest, et les pays candidats, à l'est. L'ouverture des relations entre les deux pays, après quarante ans de clôture, se manifeste par la création de deux eurorégions, la migration pendulaire de travailleurs transfrontaliers, mais aussi le règlement d'anciens contentieux comme les biens des Allemands des Sudètes. Par le Traité de bon voisinage et de coopération signé le 27 février 1992 par l'Allemagne réunifiée et la République fédérale tchèque et slovaque, renouvelé ensuite par la Tchéquie et la Slovaquie, les États concernés s'engagent à favoriser la coopération bilatérale et interrégionale, l'investissement et l'adhésion des pays tchèque et slovaque à l'UE : l'adhésion de la Tchéquie à l'Union européenne est effective au 1er mai 2004. Du fait de la forte différence du niveau des salaires, les mouvements pendulaires de main-d'œuvre tchèque vers l'Allemagne, l'investissement et la délocalisation de la production d'entreprises allemandes, surtout bavaroises, le flux touristique allemand vers les régions préservées de l'ouest de la Bohême créent une certaine prospérité. C'est beaucoup moins vrai dans la Bohême du Nord, pénalisée par la difficile transformation de ses anciennes industries et adossée aux nouveaux Länder allemands eux-mêmes en pleine crise de reconversion.
L'Association des Allemands des Sudètes (de), qui rassemble une grande partie des expulsés de 1946 et de leurs descendants, entretient toujours des revendications sur les biens et droits symboliques des Allemands en Tchéquie. Elle pèse d'un poids politique important, particulièrement en Bavière, et a longtemps fait obstacle à l'Ostpolitik. Les Tchèques de la région frontalière, bien qu'ils fassent bon accueil aux touristes allemands et à leurs capitaux, ont toujours la crainte de voir les Allemands des Sudètes réclamer les propriétés de leurs ancêtres.

## Économie

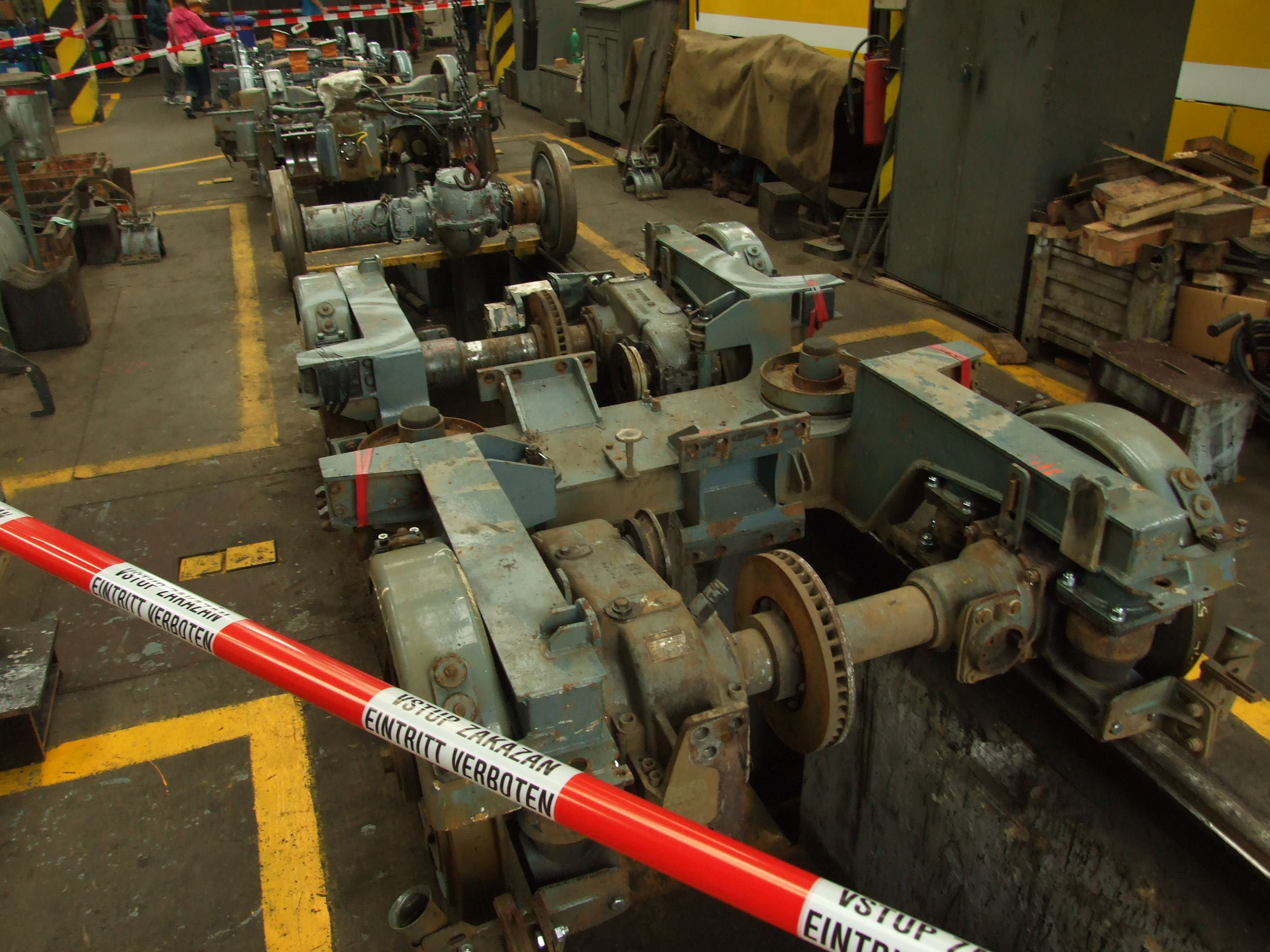
Atelier des autobus et tramways à Cukrovarská (Plzeň) en 2009.

L'Allemagne est classiquement un des premiers investisseurs étrangers en Tchéquie : dépassée par les Pays-Bas entre 2007 et 2015, elle retrouve la première place en 2016 avec près d'un quart du capital investi étranger, devant les Pays-Bas et l'Autriche.
L'Allemagne est aussi le premier partenaire commercial de la Tchéquie : elle représente 27% des importations et 31% des exportations tchèques en 2019. En 2022, la Tchéquie devient un des dix premiers partenaires commerciaux de l'Allemagne, dépassant le Royaume-Uni.
L'économie de la Tchéquie est tirée vers le haut par les investissements allemands : depuis 2011, le marché du travail en Allemagne est complètement ouvert aux travailleurs tchèques tandis que les aides européennes rendent les programmes transfrontaliers avantageux. En 2019, 45 000 à 50 000 travailleurs transfrontaliers franchissent la frontière chaque jour, principalement vers la Bavière. En sens inverse, 200 entreprises allemandes ont implanté des usines dans la région de Plzeň où elles représentent la majorité des emplois : le taux de chômage de 2% y est exceptionnellement bas. Les Tchèques assurent le travail ouvrier mais la gestion reste principalement en Allemagne. Les salaires des entreprises allemandes sont si attractifs que les entreprises tchèques, incapables de les concurrencer, doivent faire venir des travailleurs ukrainiens.

## Sources